# تشونغ مونغ جون
تشونغ مونغ جون أو تشونغ مو (بالكورية: 김제 이성) (مواليد 15 نوفمبر 1951) هو رجل أعمال وسياسي كوري جنوبي. وهو الابن السادس لتشونغ جو يونغ، مؤسس شركة هيونداي، ثاني أكبر تشيبول كورية جنوبية قبل تفككها في عام 2003. ويظل هو المساهم المسيطر في شركة هيونداي للصناعات الثقيلة، وهي شركة تابعة لشركة هيونداي، وهي الشركة الأم لأكبر شركة لبناء السفن في العالم. وهو أيضًا رئيس مجلس إدارة جامعة أولسان وكلية أولسان في أولسان، كوريا الجنوبية. وهو مؤسس ورئيس فخري لمعهد أسان للدراسات السياسية. كان نائب رئيس الاتحاد الدولي لكرة القدم (الفيفا) ورئيس اتحاد كرة القدم الكوري الجنوبي.
يعد من أغنى الأشخاص في كوريا الجنوبية. في ديسمبر 2024، قدّرت مجلة فوربس صافي ثروته بنحو 1.3 مليار دولار أمريكي، وصنفته في المرتبة 29 بين أغنى أغنياء البلاد.

## المسيرة السياسية والحياة الشخصية
أصبح تشونغ سياسيًا عندما انتخب عضوًا في الجمعية في عام 1988، وخدم لمدة 7 فترات متتالية في دائرتين انتخابيتين مختلفتين. تم انتخابه في البداية في منطقة دونغ، أولسان، حيث كانت النسبة الغالبة من السكان تتكون من موظفي مجموعة هيونداي للصناعات الثقيلة، وموظفي الشركات التابعة لها، وعائلاتهم. معظم السكان الآخرين في منطقة دونغ يديرون أعمالًا تتعلق بخدمة هؤلاء العمال وأسرهم. شغل تشونغ منصب ممثل هذه المنطقة لمدة 20 عامًا. انضم إلى الحزب الوطني الكبير (GNP) في عام 2007 قبل وقت قصير من الانتخابات الرئاسية الكورية الجنوبية عام 2007، وأعلن دعمه للمرشح الرئاسي لهذا الحزب لي ميونج باك. بصفته عضوًا في الحزب الوطني الكبير، قام بتحويل دائرته الانتخابية إلى منطقة دونججاك، سيول، ومثلها كرجل جمعية لمدة فترتين حتى عام 2014 عندما اضطر إلى التخلي عن ذلك المقعد للترشح لمنصب عمدة سيول، لكنه خسر الانتخابات أمام بارك وون سون، مما لم يترك أي ألقاب سياسية لتشونغ بعد ذلك. وكان تشونج قد أعلن ترشحه لرئاسة الاتحاد الدولي لكرة القدم. ومع ذلك، تم إيقافه عن ممارسة جميع أنشطة كرة القدم لمدة ست سنوات من قبل لجنة الأخلاقيات التابعة للفيفا في أكتوبر 2015. في عام 2018، تم تخفيض الحظر إلى 15 شهرًا من قبل محكمة التحكيم الرياضية بسبب "عوامل مخففة".

### الحملة الرئاسية لعام 2002
في عام 2002، ترشح للرئاسة، لكنه تخلى عن ترشحه لاحقًا لدعم مرشح حزب الألفية الديمقراطي روه مو هيون. وكان هدف تحالفهم هو منع الحزب الوطني الكبير من الفوز في الانتخابات الرئاسية. أصبحت النزعة الإقليمية في كوريا الجنوبية أكثر جدية وعدائية في عهد الرئيس كيم داي جونغ. الرئيس كيم هو الرئيس الكوري الجنوبي الوحيد القادم من مقاطعة جولا، في حين أن جميع رؤساء كوريا الجنوبية الآخرين منذ الانقلاب العسكري للجنرال بارك تشونغ هي في عام 1961 كانوا من مقاطعة جيونج سانج. لقد أيّد الحزب الوطني الكبير أولئك الكوريون الذين كانوا يكرهون مقاطعة جولا، واستغل الحزب هذه المشاعر لتحقيق مكاسب سياسية من خلال إدانة الرئيس كيم وحكومته. طوال فترة حكم الرئيس كيم، اتهمت جماعات الحقوق المدنية ووسائل الإعلام حزب الشعب الجمهوري بإثارة المشاعر المعادية لمدينة جولا. اعترض تشونغ ورو مو هيون على مثل هذه النزعة الإقليمية المدمرة للذات في كوريا الجنوبية، ودعوا إلى المصالحة بين مقاطعتي جولا وجيونج سانج. وكان الهدف من تحالفهم هو هزيمة الحزب الذي كان يُنظر إليه على أنه يستغل الإقليمية.
شارك تشونغ في الحملة الرئاسية لروه حتى اليوم الأخير قبل الانتخابات، في 19 ديسمبر 2002. وفي عصر يوم 18 ديسمبر، اقترح روه أمام حشد من أنصاره في ميونج دونج في سيول، تشونغ دونج يونج وتشو مي آي كخيارين قابلين للتطبيق كمرشحين في الانتخابات الرئاسية المقبلة في عام 2007. اقترح روه هؤلاء السياسيين من الحزب الديمقراطي عندما رأى بعض الحشد يحملون شعارات "تشونغ مونج جون للمرشح الرئاسي القادم". لم يكن اقتراح روه يهدف إلى استبعاد تشونغ كمرشح رئاسي، بل لتشجيع السياسيين في حزبه والثناء عليهم في مقابل دعمهم لحملته الرئاسية. وبعد عدة ساعات من ذلك، أعلنت المتحدثة باسم تشونغ رسميًا انسحاب تشونغ من دعم روه. لقد أذهل هذا معسكر روه الرئاسي، وحاول روه تهدئة تشونغ بزيارة منزله شخصيًا في الليلة الأخيرة قبل الانتخابات الرئاسية، لكن تشونغ أبقى باب منزله مغلقًا ورفض مقابلة روه. ومع ذلك، فاز روه في الانتخابات في اليوم التالي، حيث فاز كل الكوريين الذين كانوا يرغبون في رؤية نهاية الإقليمية في كوريا الجنوبية.
اعتُبِر انضمام تشونغ إلى الحزب الوطني الكبير مفارقة ساخرة، لأن انسحابه من السباق الرئاسي في عام 2002 لدعم روه مو هيون كان مسؤولاً عن فشل الحزب الوطني الكبير في الفوز بالانتخابات الرئاسية. وحظي مرشح الحزب لي هوي تشانغ بدعم مطلق من الناخبين المحافظين أو المناهضين لجولا. وبفضل انسحاب تشونغ، أصبحت الانتخابات ثنائية القطبية بين روه ولي، وتبين أن روه هو الفائز الذي حصل على دعم حصري من الناخبين الكوريين ذوي العقلية الإصلاحية. كان على الحزب الوطني الكبير أن ينتظر خمس سنوات أخرى لإنتاج رئيس من هذه الهزيمة. كما يظهر إعلانه عن دعمه للي ميونغ باك عندما انضم إلى الحزب الوطني الكبير على أنه مُفارقة. عندما ترشح والد تشونغ تشونغ جو يونغ للرئاسة في عام 1992، دعم لي ميونغ باك كيم يونغ سام بدلاً من تشونغ جو يونغ على الرغم من حقيقة أن لي حقق ثروة وشهرة عندما كان يعمل في هيونداي. حتى أن تشونغ جو يونغ اشترى له منزلًا فاخرًا عندما كان لي يعمل لدى تشونغ جو يونغ.
انتحر شقيق تشونغ تشونغ مونغ هون، الذي كان آنذاك رئيس شركة هيونداي أسان الذي أسس رحلات جبل كومكانغ المشتركة بين الجنوب والشمال، في الرابع من أغسطس عام 2003 عندما حقق معه المدعون العامون بشأن تحويلاته النقدية المزعومة البالغة 400 مليون دولار إلى كوريا الشمالية قبل وقت قصير من قمة الشمال والجنوب عام 2000. في البداية، أثيرت هذه الشكوك من جانب الولايات المتحدة عندما أورد مركز أبحاث الكونغرس مثل هذا الادعاء من مصدر في وكالة المخابرات المركزية في 5 مارس 2002. وبعد سماع مثل هذا التقرير، استغل الحزب الوطني الكبير هذا الشك لمهاجمة شرعية حكومة الرئيس كيم داي جونج، وطالب بإجراء تحقيق شامل من خلال جلسات استماع ومدعين خاصين مستقلين. قبل عدة أسابيع من مغادرته منصبه، قدم الرئيس كيم اعتذارًا ونصح بعدم إجراء تحقيق في هذه المسألة خوفًا من تفاقم العلاقات بين الشمال والجنوب، واعترف تشونغ مونغ هون أيضًا بالكثير من الاتهامات للجمهور في محاولته الأخيرة للتهرب من التحقيق. لكن الحزب الوطني الكبير كان حازمًا في مطالبته بإجراء تحقيق رسمي. وبعد فترة وجيزة من تنصيب روه، أقر الحزب الوطني الكبير القانون الذي يخول المدعين الخاصين التحقيق في هذه القضية، مستفيدًا من أغلبية مقاعده في الجمعية الوطنية. ولم تتمكن إدارة روه من رفض طلب التحقيق، وانتحر تشونغ مونغ هون عندما تم التحقيق معه بشأن ا استخدام 15 مليون دولار أمريكي (ما يعادل قيمتها بالوون الكوري)، والتي اشتُبه في أنها أموال تم تبييضها بعد سحبها من الحسابات المصرفية لشركة هيونداي. في الواقع، لم تكن هذه الأموال جزءًا من تحويلات نقدية بقيمة 400 مليون دولار إلى كوريا الشمالية. ألقت كوريا الشمالية اللوم على الحزب الوطني الكبير فور انتحار تشونغ مونج هون. انضم تشونغ مونج جون إلى الحزب الذي يمكن اعتباره مسؤولاً عن وفاة شقيقه، لكن تشونغ يلقي اللوم على الرئيس روه بدلاً من ذلك. في سيرته الذاتية التي نشرت في عام 2011، يزعم تشونغ أن الرئيس روه لم يرفض طلب الحزب الوطني الكبير بالتحقيق لأنه يعتقد أن روه كان يريد في الواقع التحقيق مع شقيقه للانتقام من انسحابه من دعم روه في الانتخابات الرئاسية عام 2002.
هناك مفارقة ساخرة أخرى وراء انضمام تشونغ إلى الحزب الوطني الكبير. حاول الحزب الكشف عن معلومات خاصة عن حياة تشونغ لتشويه سمعته في الانتخابات الرئاسية لعام 2002 وشملت هذه المعلومات تشخيصه المزعوم لاضطراب عقلي في سنوات الدراسة، وحوادث الغش أثناء الامتحان النهائي في سنوات الدراسة الجامعية، والهوية المشكوك فيها لوالدته الحقيقية، وتشويه سمعة درجة الدكتوراه التي حصل عليها من جامعة جونز هوبكنز، وما إلى ذلك.
كان من المعروف أن تشونغ تم إيقافه عن الدراسة وإعادة دراسته بسبب الغش في الامتحان النهائي عندما كان طالبًا جديدًا في جامعة سول الحكومية. تم القبض عليه من قبل مراقب الامتحانات عندما كان يتلصص على امتحان زميل آخر في الفصل أثناء الامتحان النهائي. تم الإبلاغ عنه إلى لجنة التأديب وحصل على هذه العقوبة بعد الحادثة. أعطى تشونغ عذرًا لذلك، قائلًا إنه غش في الامتحان النهائي محاولًا إنهائه مبكرًا للخروج مع أصدقائه. تشونغ هو الشخصية العامة الوحيدة المعروفة في التاريخ الكوري التي لديها مثل هذا السجل.
والدة تشونغ الحقيقية غير معروفة. وعندما ترشح لرئاسة كوريا الجنوبية في عام 2002، استكشف الحزب الوطني الكبير هذه النقطة. وتكهنوا حول هوية والدة تشونغ الحقيقية. حيث تكهنوا بأن والدته الحقيقية قد تكون خادمة منزلية، أو غيشا (فنانات تقليديات في اليابان يُمارسن دور مضيفات)، أو موسيقية تقليدية معينة كانت تشونغ جو يونغ على علاقة بها. في الواقع، في مقابلته مع مراسلي الأخبار في عام 2002، أشار تشونغ إلى أن والدته الحقيقية هي شخص آخر، قائلاً إنه سيكشف الحقيقة يومًا ما. وقيل أنه كان يبكي عندما سئل عن أمه الحقيقية. وقد شرح تشونغ والدته الحقيقية في سيرته الذاتية في عام 2011. يقول تشونغ إنه عندما درس في الولايات المتحدة عام 1978، تلقى رسالة من شخص في كوريا ادعى أنها والدته الحقيقية. وسارع بالعودة إلى كوريا، والتقى بها في مكانها، بحسب سيرته الذاتية. قال تشونغ أن هذه هي المرة الأولى والأخيرة التي سيذهب فيها لرؤيتها.

### الحملة الرئاسية لعام 2012
بعد وقت قصير من نشر سيرته الذاتية في عام 2011، ذكرت بعض وسائل الإعلام الكورية الجنوبية ادعاءً مفاده أن شركة بناء السفن الخاصة به اشترت مبلغًا كبيرًا من سيرته الذاتية من أجل جعلها معروفة كأفضل الكتب مبيعًا. جمعت وسائل الإعلام هذه المعلومات بعد إجراء مقابلات مع موظفين من داخل الشركة، واكتشفت أن مجموعة هيونداي للصناعات الثقيلة وزعت شهادات هدايا على الآلاف من موظفيها لشراء السيرة الذاتية لتشونغ. وورد أنهم طلبوا من الموظفين إعادة الكتب مع الإيصالات إلى الشركة بعد الشراء، وأضافوا تعليمات خاصة بعدم شراء كميات كبيرة دفعة واحدة خوفًا من إثارة الشكوك من الجمهور.
بالإضافة إلى نشر سيرته الذاتية، تبرع تشونغ أيضًا بمبالغ ضخمة من المال وأنشأ مؤسسة خيرية في عام 2011، قبل عام من الانتخابات الرئاسية عام 2012. ساهم بمبلغ 200 مليون دولار أمريكي من الوون الكوري من خلال بيع ما يقرب من 5% من أصوله وأنشأ مؤسسة أسان شارينغ، التي تقدم فرصًا تعليمية ومساعدات مالية للشباب من الأسر ذات الدخل المنخفض. قال إنه قام بتمويله لإحياء ذكرى والده الراحل تشونغ جو يونغ، لكن كثيرين لم يتمكنوا من استبعاد الشكوك المعقولة في أن دافعه كان إثارة إعجاب الجمهور قبل الانتخابات الرئاسية. في الواقع، لم ينكر تشونغ مثل هذه الشكوك، مجادلاً بأن التبرع من المفترض أن يكون مفيداً بغض النظر عن الغرض منه.
لم يعتقد تشونغ أن بارك جيون هي كانت ناجحة مثله قبل الانتخابات الرئاسية عام 2012. وعندما قرر التنافس مع بارك، قال إنه كان الخيار الأفضل كمرشح رئاسي بسبب خلفيته التعليمية وخبرته العملية.[هل يوثق بهذا المصدر؟] عندما أشار إلى عيوب بارك، جادل بأن الخبرة في السياسة والاقتصاد ليست شيئًا يمكن تحقيقه في وقت قصير. عندما كتبت بارك مقالاً عن القضية الكورية الشمالية في مجلة الشؤون الخارجية، نفى تشونغ مصداقيتهُ مدعيًا أن شخصًا آخر كتبه باسمها. ولذلك، كان من الواضح أنه لن يفوت الانتخابات الرئاسية لعام 2012. وفي عام 2012، ترشح للرئاسة، ولكن لفترة وجيزة فقط. كان أول سياسي يتقدم بطلب التسجيل كمرشح رئاسي أولي في الأول من مايو 2012، لكنه انسحب من السباق بعد بضعة أشهر. كان يريد تغيير القواعد في الانتخابات التمهيدية حتى يتمكن عامة الناس من اختيار مرشح الحزب للرئاسة، لكنه لم يكن قادراً على جعل هذا المطلب يبدو جدياً بالنسبة للحزب الوطني الكبير، لأن أتباع بارك كانوا يسيطرون على الحزب ويتحكمون فيه. تخلى عن ترشيحه ودعم بارك بعد ذلك. عندما كان يُروّج لبارك في الشوارع، كان يقول للحشود أن بارك مستعدة، وأنها هي الوحيدة التي ستتولى رعاية الاقتصاد والدبلوماسية.
يفقد تشونغ الآن الدعم الشعبي في السياسة الكورية الجنوبية. عندما ترشح لعضوية الجمعية في عام 2008، حصل على 54.41% من الأصوات في منطقة دونججاك، ولكن في الانتخابات التالية في عام 2012، حصل فقط على 50.80% ونجا بصعوبة من الخسارة أمام مرشح المعارضة. عندما ترشح لمنصب عمدة سيول في عام 2014، حصل على 43.03% من أصوات سكان سيول، وخسر أمام عمدة سيول آنذاك والناشط السابق في مجال الحقوق المدنية بارك وون سون، الذي حصل على 55% من إجمالي الأصوات. اتضح أن الدائرة الانتخابية لتشونغ، دونججاك، صوتت بنسبة 41.80% فقط لصالح تشونغ بينما أعطت 57.45% لصالح بارك.

## التعليم
- تخرج من مدرسة تشونغانغ الثانوية
- بكالوريوس الآداب في الاقتصاد، من جامعة سول الوطنية
- ماجستير إدارة الأعمال، من كلية سلون للإدارة، معهد ماساتشوستس للتكنولوجيا
- دكتوراه في الفلسفة، من كلية الدراسات الدولية المتقدمة، جامعة جونز هوبكنز

## روابط خارجية
- تشونغ مونغ جون على موقع الموسوعة البريطانية (الإنجليزية)
- (بالكورية) الموقع الرسمي نسخة محفوظة 2006-02-21 على موقع واي باك مشين.
- Info on FIFA.com Website
- Chosun Daily Special Report (2002)
- BBC News profile (2002)
- Soccerphile.com interview